# Список персонажей фильмов «Полицейская академия»
Ниже представлен список персонажей фильмов серии «Полицейская академия»:

## Кэри Махоуни
Кадет/Офицер/Сержант Кэри Махоуни (англ. Carey Mahoney) — главный герой первых четырёх фильмов. Приблизительный возраст — 25-30 лет. В начале первого фильма работал парковщиком автомобилей на автостоянке. Он должен был припарковать автомобиль грубого водителя на полной стоянке и разбил автомобиль. Ему предлагают поступать в полицейскую академию в качестве альтернативы тюрьме, куда бы он попал бы, если бы следователь не был знаком с его отцом. Махоуни соглашается на предложение, предполагая, что его выгонят из академии сразу же. Однако офицеры, не согласные с решением мэра, решают не выгонять курсантов, а довести их до ухода из академии по собственному желанию. В итоге Махоуни заканчивает академию и становится офицером полиции. Во втором фильме вместе с другими выпускниками академии Махоуни поступает на службу к Питу Лассарду, младшему брату Эрика Лассарда. В третьем и четвёртом фильмах преподаёт в Полицейской академии. Отличается хорошим чувством юмора и страстью к женскому полу, хорошо играет в баскетбол.
В роли Махоуни — Стив Гуттенберг.

## Мозес Хайтауэр
Кадет/Офицер/Сержант/Лейтенант Мозес Хайтауэр (англ. Moses Hightower) — появляется во всех фильмах, кроме седьмого. До поступления в Полицейскую академию работал флористом. Возраст определить трудно. Огромного роста и очень сильный. Несмотря на это, он наиболее тихий из всех. Хайтауэру иногда недостает уверенности — например, когда он сообщает Махоуни, что он не водил автомобиль с 12 лет и боится, что он не сдаст экзамен на вождение и вылетит из полицейской академии. Тем не менее, в каждом фильме он проявляет себя как храбрый офицер. Нередко ломает или гнёт предметы и использует силу в качестве угрозы в адрес плохих парней. Например он поднял учебную полицейскую машину с Коуплэндом внутри, который оскорбил Хукс, назвав её «тупой жирной негритоской» (dumb fat jiggaboo).
В конце пятого фильма становится лейтенантом, после того, как спасает Харриса от аллигатора. В роли Хайтауэра — Бубба Смит.

## Ларвелл Джонс
Кадет/Офицер/Сержант Ларвелл Джонс (англ. Larvell Jones) — один из ключевых героев. Появлялся во всех семи фильмах. Примерный возраст — 25-30 лет. Чернокожий. Поступил в академию по совету Кэри Махоуни. Умеет воспроизводить различные звуки (например, стрельба, сигнализация, спущенная шина и др.), что нередко помогает ему в поимке преступников. Гражданская специальность — врач общей практики. Эксперт в восточных единоборствах.
В роли Джонса — Майкл Уинслоу.

## Юджин Теклбери
Кадет/Офицер/Сержант Юджин Теклбери (англ. Eugene Tackleberry) — ветеран военной службы, в прошлом «зелёный берет» Появлялся во всех семи фильмах, известен своей фанатичной любовью к огнестрельному оружию и армейским порядкам, а также тем, что во всех ситуациях, требующих быстрых решений и действий, он предпочитает действовать по-боевому. В академии стал инструктором по огневой подготовке. При всей своей брутальности Юджин неопытен в общении с женским полом, но во втором фильме он устраивает личную жизнь, влюбившись в свою напарницу.
В роли Теклбери — Дэвид Граф.

## Дебби Каллахан
Сержант/Лейтенант/Капитан Дебби Каллахан (англ. Debbie Callahan) — начиная с самого первого фильма — сотрудница инструкторско-преподавательского состава академии, главным образом выступающая в роли инструктора по специальной физической подготовке и ОФП. Ей около 35 лет, известна своей сексуальной внешностью и неслабого размера формами. Появлялась во всех фильмах, кроме второго. Преподавала в академии, начиная с самого первого фильма. Штангистка, хорошо знает боевые искусства, а также хорошо поёт. Поначалу она офицер, лояльный своему непосредственному начальнику — капитану Харрису (что, правда, не помешало ей посмеяться над историей с лошадью), но впоследствии надёжная коллега. Обладает даром убеждения и воздействия на мужчин. В третьем фильме у неё случается роман с японским полицейским Нагатой, приехавшим в США по обмену опытом.
В роли Каллахан — Лесли Истербрук.

## Лаверн Хукс
Кадет/Офицер/Сержант Лаверн Хукс (англ. Laverne Hooks) — милая и застенчивая афроамериканка с тоненьким тихим голосочком. Такой Хукс появляется в полицейской академии в первой части фильма. Но вскоре, после прохождения обучения в академии, из нерешительной тихони Лаверн превращается в настоящего офицера, способного использовать и более низкие звуковые частоты, что положительно сказывается на поимке преступников. В целом, Хукс мягкий человек и любит поступать с другими вежливо и очень корректно. В тех случаях, когда это не действует, сразу же включает твёрдость, решительность и повышает голос, что, безусловно, мгновенно даёт положительный результат. И в фильме таких эпизодов немало. Появляется во всех фильмах, кроме седьмого.
В роли Хукс — Мэрион Рэмси.

## Эрик Лассард
Комендант Эрик Лассард (англ. Eric Lassard) — глава Полицейской академии. Появляется во всех семи фильмах. Престарелый ветеран полицейской службы, возглавляющий на старости лет полицейскую академию, добродушный начальник и почти что отец для своих подчинённых. Вопреки козням своих злопыхателей (в первую очередь своего же заместителя капитана Харриса), упорно сохраняет за собой должность главы академии. А после присвоения ему на юбилейном всеамериканском съезде сотрудников полиции (в пятом фильме) звания «Офицер полиции десятилетия», городское полицейское руководство и представители администрации мэра города решают закрепить за ним эту должность до того момента, когда он сам решит выйти на пенсию, то есть — пожизненно. Лассард поддерживает дружбу со своими многочисленными иностранными коллегами высокого ранга, в результате чего в академии появляются японские курсанты по обмену опытом, а в седьмом фильме, после потепления отношений с Россией, весь сохранившийся инструкторский состав академии отправляется в Москву, на помощь «дорогому товарищу» Лассарда генерал-майору московской милиции А. Н. Ракову. У коменданта Лассарда есть двое родственников, оба полицейские. Брат — начальник самого криминогенного в городе 16-го полицейского участка, капитан Пит Лассард; и племянник — сержант полиции Майами Ник Лассард.
В роли Эрика Лассарда — Джордж Гейнс. В роли А. Н. Ракова — Кристофер Ли.

## Тадеус Харрис
Лейтенант/Капитан Тадеус Харрис (англ. Thaddeus Harris) — коварный заместитель Лассарда, проректор по воспитательной работе. Появляется в первом фильме и в фильмах с четвёртого по седьмой включительно. В целом представляется как отрицательный персонаж во многом благодаря тому, что на протяжении всех фильмов, в которых принимает участие, рьяно рвётся «в кресло» коменданта Полицейской академии, всячески пытаясь отправить в отставку её действующего главу. Использует для этого всякие нечистые приёмы, выстраивая преграды на пути Лассарда и его подопечных, вместе со своим бессменным подручным Проктором.
Как и Теклбери, является заядлым любителем стрелкового оружия, только в отличие от последнего не афиширует этого так явно и предпочитает пальбе коллекционную деятельность — в его рабочем кабинете хранится обширная коллекция антикварного оружия времён американской гражданской войны — револьверы Кольта разных калибров и винтовка Ремингтона с вращающимся затвором, а также совсем древний кремнёвый писто́ль времён войны за независимость.
В роли Тадеуса Харриса — Джордж Бэйли.

## Маузер
Лейтенант/Капитан/Комендант Маузер (англ. Mauser) — довольно неприятный офицер, во втором фильме ищет способ сместить своего начальника капитана Пита Лассарда, причем не сколько от желания что-то сделать лучше, сколько для собственного тщеславия. В конце концов ему это удается, путем интриг. Авторитета среди подчиненных не имеет, имеет взаимную неприязнь с Махоуни, который периодически придумывает для него злые шутки. В третьем фильме руководит отдельной полицейской академией, куда принимает исключительно рослых спортивных парней. Поскольку две академии оказались обременительны для штата, начинает войну с академией Лассарда, которую проигрывает несмотря на все свои интриги. 
В роли Маузера — Арт Метрано.

## Карл Проктор
Сержант/Капитан/Лейтенант Карл Проктор (англ. Carl Proctor) — полицейский-лакей, появляется во втором фильме в качестве секретаря и доверенного лица лейтенанта Маузера. Особым умом не отличается и только слепо повторяет за своим начальством. В четвёртом фильме сменил начальника, и теперь он тень капитана Харриса, с которым, как окажется в дальнейшем, его связывают семейные отношения — младшая сестра Проктора замужем за племянником Харриса. Тогда же Проктор становится объектом злых шуток со стороны главных героев.
В роли Проктора — Ленс Кинзи.

## Дуглас Факлер
Кадет/Офицер/Сержант Дуглас Факлер (англ. Douglas Fackler) — появляется в первых трёх фильмах и в шестом. Это полный недотёпа, который не замечает своих недостатков, однако они заметны для окружающих, и почти каждое его движение — катастрофа. Любой случайно задетый им предмет вызывает массовые разрушения. Хотя бывает, что не везёт и ему. Так, в третьей части, когда он пытается отговорить свою жену от поступления на службу в полицию, его ждёт то, через что прошла его жена в первой части, занимаясь тем же — поездка на капоте своей машины.
В роли Факлера — Брюс Малер.

## Бад Киркланд
Кадет/Офицер Бад Киркланд (англ. Bud Kirkland) — шурин Юджина Теклбери. В 3 части становится курсантом полицейской академии. Постоянно дерётся со своим отцом. Появлялся во 2, 3, 4 частях.
В роли Киркланда — Эндрю Пэрис.

## Z (Зэд)
Кадет/Офицер Зэд (англ. Zed) — впервые появляется во втором фильме как лидер банды неформалов, терроризирующей город. Однако затем встает на путь исправления и приходит на обучение в полицейскую академию. Отличается довольно неадекватным и непредсказуемым поведением, хаотичной мимикой, что обусловлено принятием наркотиков. В четвёртой серии влюбляется в девушку из гражданской дружины.
В роли Зэда — Бобкэт Голдтуэйт.

## Свитчак
Кадет/Офицер Свитчак (англ. Sweetchuck) — поначалу владелец небольшого магазинчика, постоянно страдающий от налетов банды Зэда, в третьем фильме приходит в полицейскую академию по новому набору (причем во время обучения жил в одной комнате с Зэдом). Маленький, тщедушный очкарик с вечно трясущимися руками и дрожащим голосом. Постоянно враждует с Зэдом, как правило, страдает от его выходок. Изредка проявляет решительность и помогает задержать преступников.
В роли Свитчака — Тим Казурински.

## Чед Коупленд
Кадет/Офицер/Сержант Чед Коупленд (англ. Caupland) — грубый, самоуверенный, трусливый карьерист, что не помешало ему стать сержантом в четвертом фильме. Расист, но при этом знает, кого можно задевать, кого нет. Так неосмотрительно высказав презрение к неграм в присутствии Хайтауэра тут же смягчает сказанное, но позже от души оскорбляет безобидную Хукс за отдавленную ногу, после чего трусливо прячется от рассерженного Хайтауэра.